# Campina do Monte Alegre
Campina do Monte Alegre är en kommun i Brasilien.   Den ligger i delstaten São Paulo, i den södra delen av landet, 900 km söder om huvudstaden Brasília. Antalet invånare är 5 567.
Omgivningarna runt Campina do Monte Alegre är huvudsakligen savann. Runt Campina do Monte Alegre är det ganska glesbefolkat, med 32 invånare per kvadratkilometer.